# بابيلون برنسيبي فيلب
بابيلون برنسيبي فيلب (بالإسبانية: Pabellón Príncipe Felipe)‏ صالة رياضية مغلقة في مدينة سرقسطة في إسبانيا، تستخدم غالباً لمنافسات كرة السلة وهي معقل نادي باسكت سرقسطة 2002 لكرة السلة الذي يلعب في الدوري الإسباني لكرة السلة،تأسست سنة 1990 وتتسع إلى 10,744 متفرج.